# Aérodrome de Vestmannaeyjar
L'aérodrome de Vestmannaeyjar (code IATA : VEY • code OACI : BIVM) est un aéroport islandais desservant l'île de Heimaey, située au sud de l'Islande. 

## Situation
| \| 40 km1:1 908 000 \| Akureyri Bakki Blönduós Breiðdalsvík Bíldudalur Djúpivogur Egilsstaðir Fagurhólsmýri Fáskrúðsfjörður Gjögur Grundarfjörður Grímsey Hornafjörður Hólmavík Húsavík Keflavík Kópasker Mývatn Norðfjörður Ólafsfjörður Patreksfjörður Raufarhöfn Reykjavík Rif Sauðárkrókur Selfoss Siglufjörður Stykkishólmur Vestmannaeyjar Vopnafjörður Ísafjörður Þingeyri Þórshöfn |
| 40 km1:1 908 000 |

## Compagnies et destinations
| Compagnies | Destinations |
| ---------- | ------------ |
| Eagle Air  | Reykjavik    |

Actualisé le 02/06/2023

## Statistiques
Pour des raisons techniques, il est temporairement impossible d'afficher le graphique qui aurait dû être présenté ici.

Voir la requête brute et les sources sur Wikidata.